# Выдерка (Старорусский район)
Выдерка — деревня в Старорусском муниципальном районе Новгородской области, с весны 2010 года относится к Великосельскому сельскому поселению. На 1 января 2011 года постоянное население деревни — 2 жителя, число хозяйств — 2.
Деревня расположена на реке Выдерка, в 4 км к югу от посёлка при станции Тулебля. Деревня находится на Приильменской низменности на высоте 46 м над уровнем моря. Близ Выдерки расположены: нежилая деревня Харушено (в 2 км к востоку) и Алёксино (в 2 км к северу).

## Население
| 2010 | 2011 | 2012 | 2013 |
| ---- | ---- | ---- | ---- |
| 1    | ↗2   | →2   | →2   |

## История
До весны 2010 года входила в ныне упразднённое Тулебельское сельское поселение.

## Транспорт
Ближайшая железнодорожная станция расположена в Тулебле.